# Gruppo speciale Aviazione I
Il Gruppo speciale Aviazione I era un gruppo di volo del Servizio Aeronautico del Regio Esercito, attivo nella prima guerra mondiale.

## Storia
Il Gruppo speciale Aviazione I nasce il 5 settembre 1918 con la 9ª Squadriglia Caproni, la Sezione Voisin III e la 1ª Sezione SVA oltre ad un Savoia-Pomilio SP.4 a Tessera (Venezia) al comando del Maggiore Luigi Carnevali per il Comando d'Aeronautica della 3ª Armata (Regio Esercito).
Il reparto lanciava agenti oltre le linee nemiche, rilevando i loro messaggi e li riforniva di materiale con lanci in zone stabilite.
Il 4 novembre è composto dalla 9ª Caproni e da una Squadriglia Mista e viene sciolto il 21 novembre 1918.